# Énergie solaire en Chine

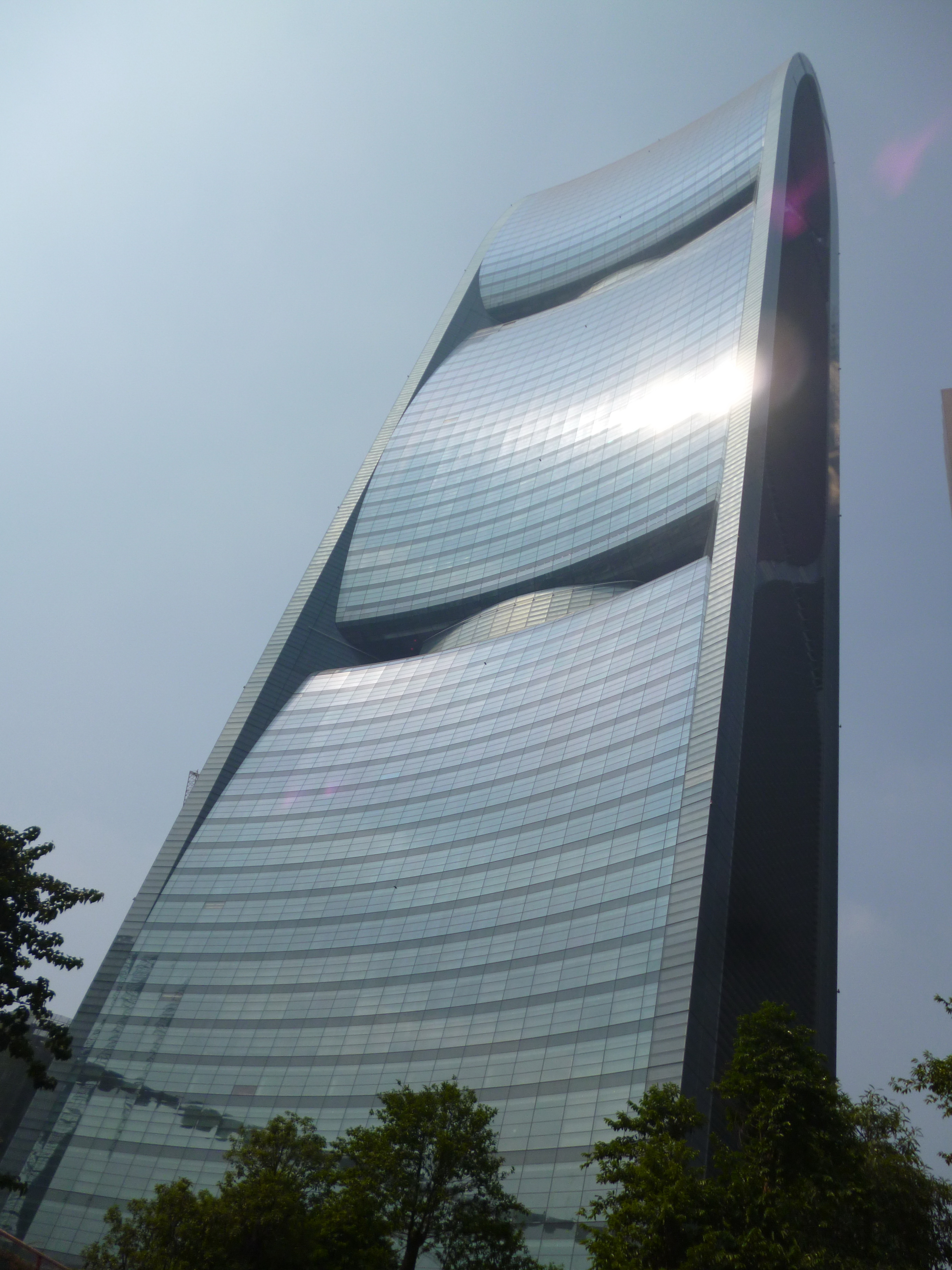
Tour de la Rivière des Perles à Guangzhou, 21 octobre 2012.

L'énergie solaire en Chine connait une croissance très rapide depuis la mise en place de politiques de soutien à partir de 2008-2009, bien que le potentiel solaire de la Chine soit surtout important dans les régions de l'ouest (Tibet et désert de Gobi), désertiques, éloignées des centres d'activités économiques, en grande partie côtiers.
La filière solaire thermique est très développée : la Chine est largement en tête des pays producteurs de chaleur d’origine solaire, avec 73,2 % du parc mondial fin 2023.
La filière photovoltaïque place également la Chine au 1er rang mondial : sa production d'électricité solaire représentait 39,7 % de la production mondiale en 2024 ; sa progression est fulgurante, mais elle a ralenti nettement en 2019 et 2020 avant de se reprendre en 2021, puis d'exploser en 2023 (+36,7 %) et 2024 (+43,6 %). L'Agence internationale de l'énergie (AIE) estime la production chinoise d'électricité solaire photovoltaïque à 3,3 % de la production totale d'électricité du pays en 2020, 3,8 % en 2021 et 4,8 % en 2022, et l'Energy Institute à 6,2 % en 2023 et 8,3 % en 2024. L'AIE estime la production théorique fin 2024 à 13,1 %.
En 2024, la Chine est restée largement en tête du marché mondial du photovoltaïque, avec 59 % du marché mondial (58 % en 2023), portant sa puissance installée cumulée à 1 048 GWc, au 1er rang mondial (46 % du total), loin devant l'Europe (17 %) et les Amériques (14 %).
Sept entreprises chinoises figurent au classement mondial 2019 des dix plus grands fabricants de modules photovoltaïques (plus une entreprise sino-canadienne), dont le no 1 mondial Jinko Solar, le no 2 JA Solar et le no 3 Trina Solar. En 2020, la part de marché de la Chine dans la production de cellules photovoltaïques s'élève à 77,7 %, et dans celle de modules photovoltaïques à 69,8 %.
La Chine a été accusée de pratiquer le dumping en 2012 : les États-Unis et l'Union européenne ont instauré des droits de douane sur les importations de panneaux solaires chinois, mais en juillet 2013 un accord de compromis a été signé avec la Commission européenne et les taxes antidumping européennes sont supprimées en septembre 2018, alors que les États-Unis renforcent les leurs. En 2023, la surproduction massive des fabricants chinois a causé des tensions encore plus aigües.
La filière solaire thermodynamique à concentration est passée du stade expérimental au stade industriel, avec neuf centrales (570 MW) en fonctionnement en 2024, au 4e rang mondial avec 570 MW installés, soit 8,3 % du total mondial, derrière l'Espagne (33,5 %), les États-Unis (21,5 %) et les Émirats arabes unis (8,7 %). En 2022, elles ont produit 0,023 % de l'électricité du pays, part quadruplée en trois ans.

## Potentiel solaire de la Chine

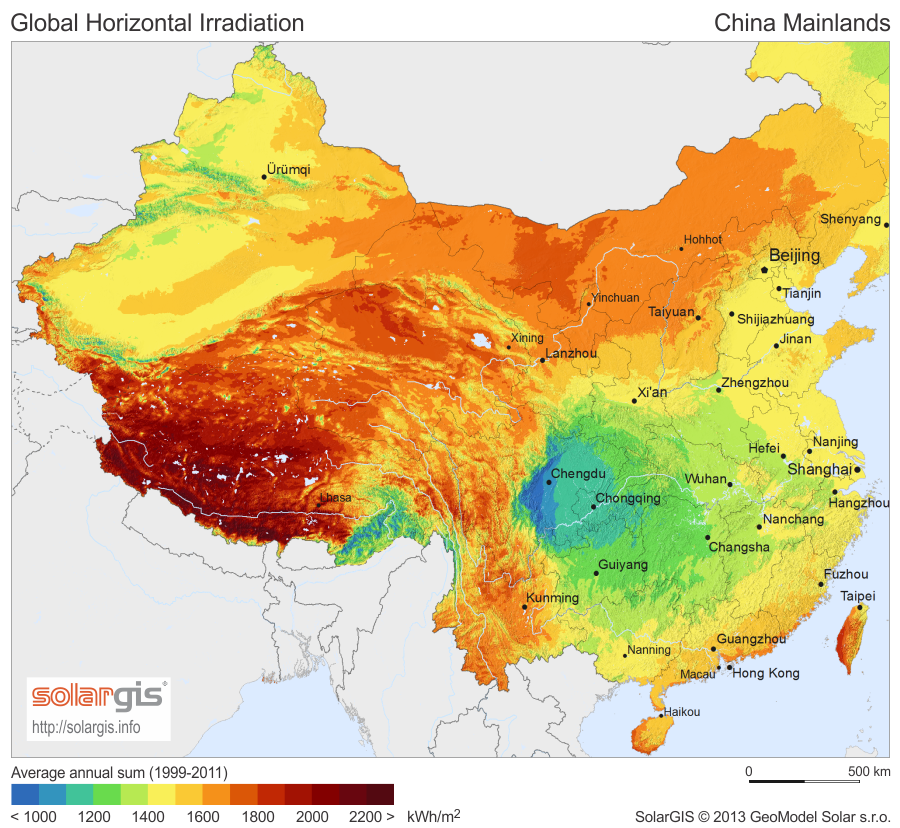
Carte d'irradiation solaire globale horizontale de la Chine continentale, SolarGIS 2014.

Le potentiel solaire théorique de la Chine est estimé à 1680 Mds Tep (19,5 millions de TWh) ; capter 1 % de cette ressource et l'utiliser avec un rendement de 15 % produirait autant d'électricité que le monde en produit en 18 mois.
La carte ci-contre montre le potentiel solaire de la Chine, qui est assez modeste, sauf dans les régions du désert de Gobi et surtout du Tibet, seul à dépasser le seuil de 2 000 kWh/m². Les régions administratives correspondantes sont la Région autonome du Tibet, le Qinghai, le Gansu et la Mongolie-Intérieure.
Potentiel théorique estimé des principales régions pour des centrales solaires thermodynamiques (Potentiel d'énergie solaire en Chine - DNI : Irradiation normale directe) :
| Région                   | Puissance GW | Productible TWh/an |
| Mongolie-Intérieure      | 6 059        | 15 170             |
| Xinjiang                 | 5 040        | 13 300             |
| Qinghai                  | 2 751        | 7 100              |
| Région autonome du Tibet | 1 720        | 5 530              |
| Gansu                    | 455          | 1 142              |

## Solaire thermique

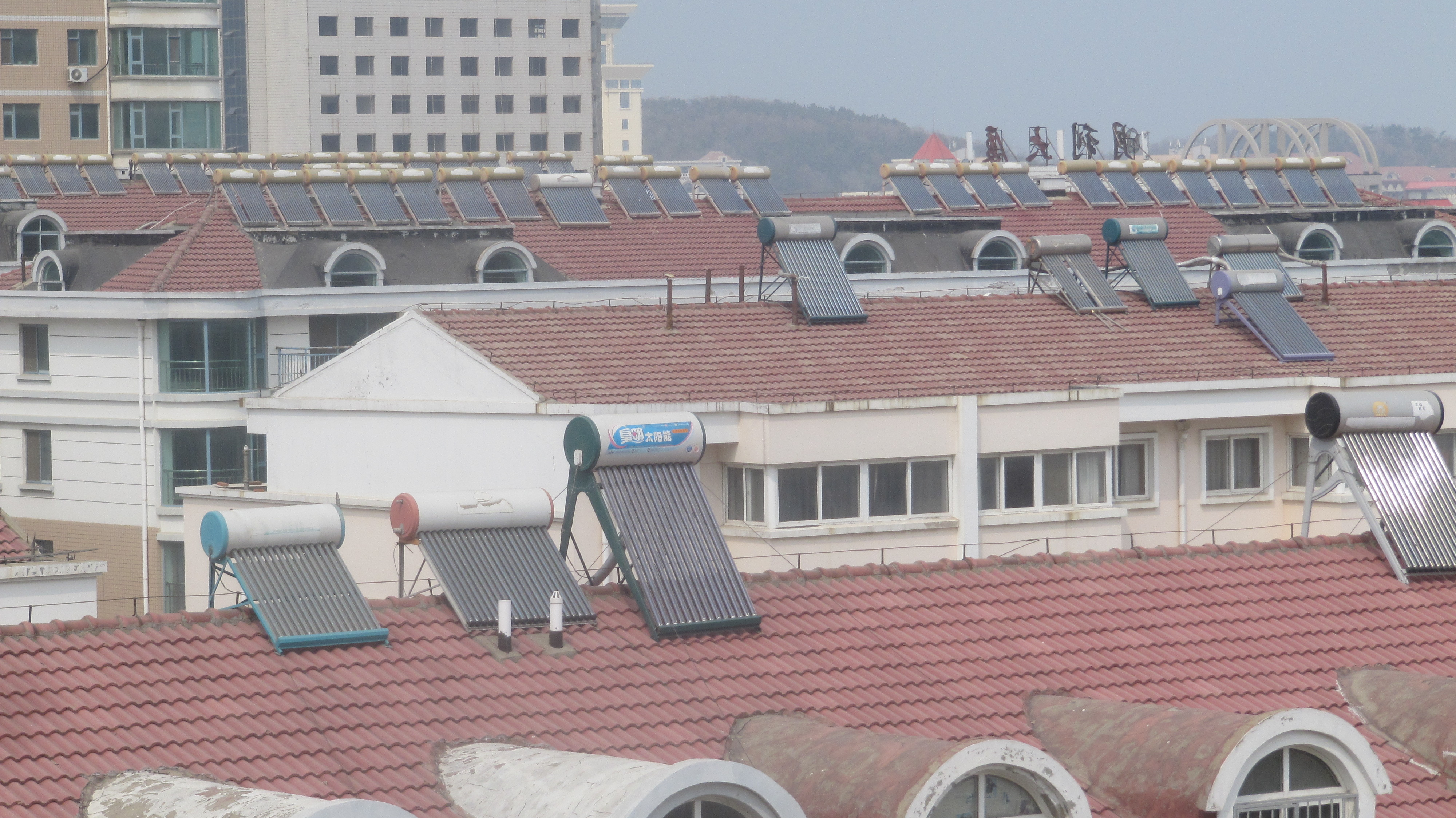
Chauffe-eau solaire à Weihai, province de Shandong, 13 avril 2011 ; on distingue les tubes sous vide.

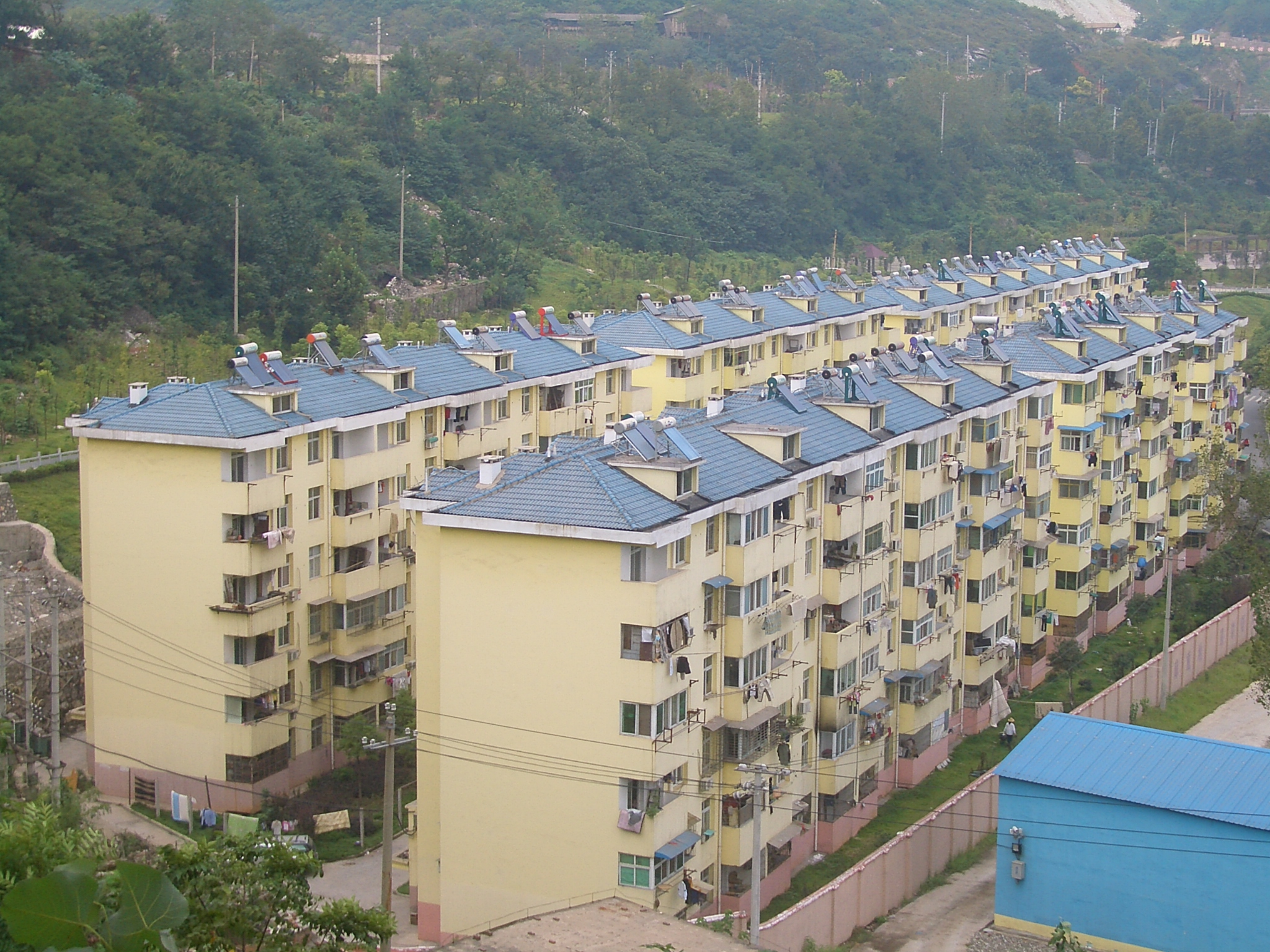
Un nouveau quartier à Tieshan, Hubei, avec les bâtiments équipés de chauffe-eau solaires, 6 septembre 2008.

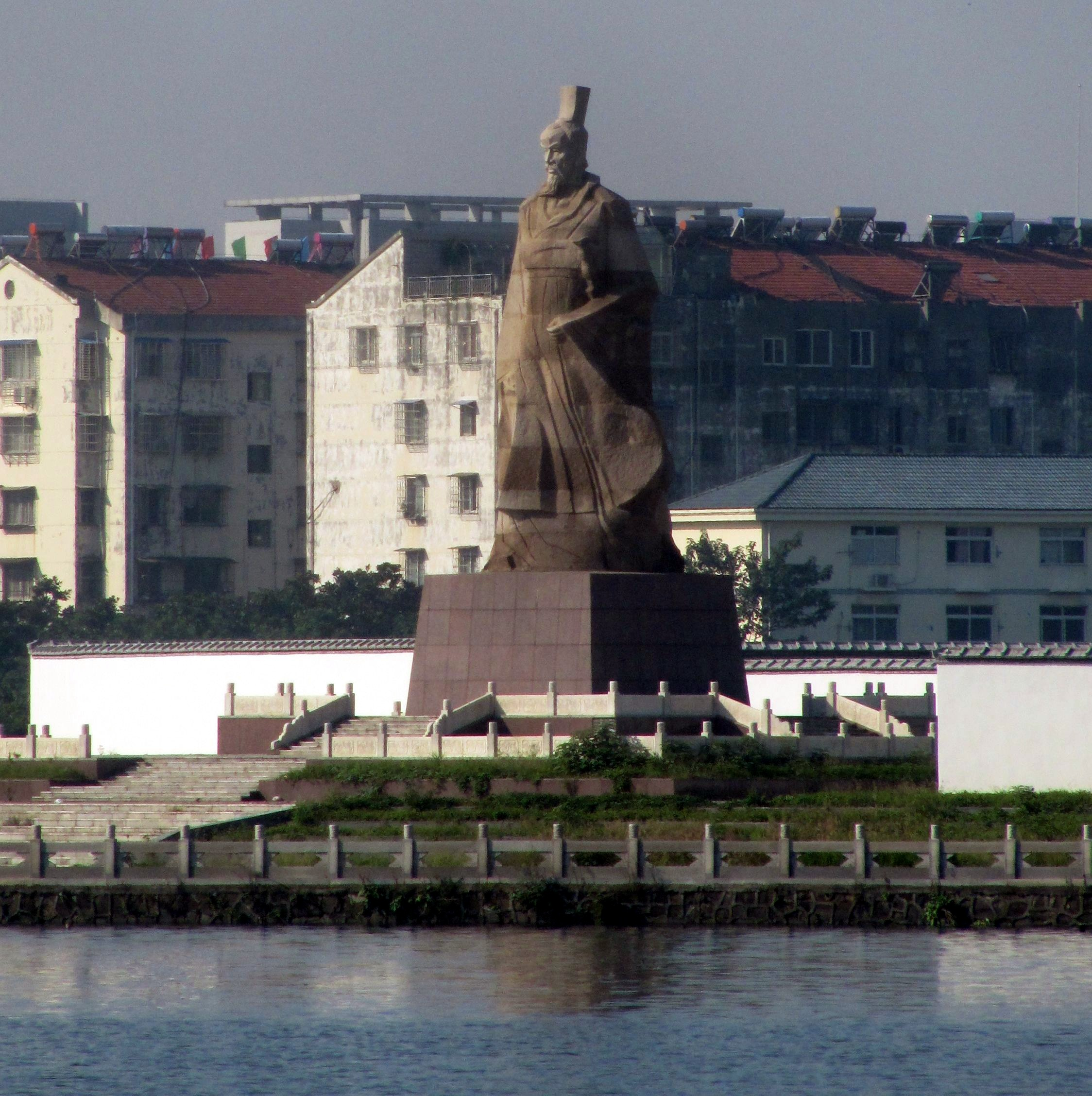
Statue géante du poète Qu Yuan devant la ville ancienne de Jingzhou, capitale de Chuguo, dans la province de Hubei, avec capteurs solaires sur les toits, 5 septembre 2010.

Le solaire thermique comprend les chauffe-eau solaires individuels ou collectifs et les installations de chauffage de piscines et de locaux divers.
Fin 2023, la puissance installée cumulée des capteurs solaires thermiques en Chine atteignait 410,1 GWth, soit 73,2 % du total mondial, alors que l'Europe n'en avait que 63,9 GWth, soit 11,4 % ; 355,3 GWth étaient des capteurs à tubes sous vide et 54,7 GWth des capteurs plans vitrés. En 2023, les nouvelles installations s'élevaient à 13,7 GWth, soit 66 % du marché mondial.
Malgré cette première place mondiale pour la puissance totale, et en raison du grand nombre d'habitants de la Chine, la puissance solaire thermique par habitant se situait seulement au 6e rang mondial avec 291 Wth en 2023 contre 596 Wth à la Barbade, 486 Wth à Chypre, 391 Wth en Grèce, 385 Wth en Israël, 342 Wth en Autriche et 267 Wth dans les départements d'Outre-mer français.
Fin 2010, la Chine représentait 60 % du parc mondial (Europe : 18,4 % ; Amérique du Nord : 8,2 %), avec 117,5 GW de puissance totale installée ; en 2010, elle a installé 34,3 GW, soit 49 millions de m2.
Selon l'ADEME, la puissance thermique installée par habitant fin 2012 était de 84,8 Wth en Chine contre 56,4 Wth en Europe ; la Chine est leader pour les capteurs à tubes sous vide, alors que les États-Unis ont principalement installé des capteurs non-vitrés (« unglazed ») et l’Union Européenne des capteurs plans vitrés (« glazed ») ; 90 % de la surface de capteurs fin 2010 était utilisée pour la production d'eau chaude en maisons individuelles, 8 % pour des systèmes eau chaude en immeubles collectifs, et moins de 1 % pour les systèmes solaires combinés (eau chaude plus chauffage des locaux), qui représentent 18 % en Europe.
Pendant la période du 11e Plan quinquennal (2006 — 2010), la production annuelle de l'industrie solaire thermique chinoise a grimpé de 15 millions de m2 à 49 millions de m2 et pour l'année 2011 elle devrait être de 17,6 % supérieure à celle de 2010, atteignant 57,6 millions dem 2.
Le groupe chinois Himin Solar est le premier fabricant mondial de chauffe-eau solaires avec une production annuelle de 2 millions de m2.

## Photovoltaïque

### Production d'électricité

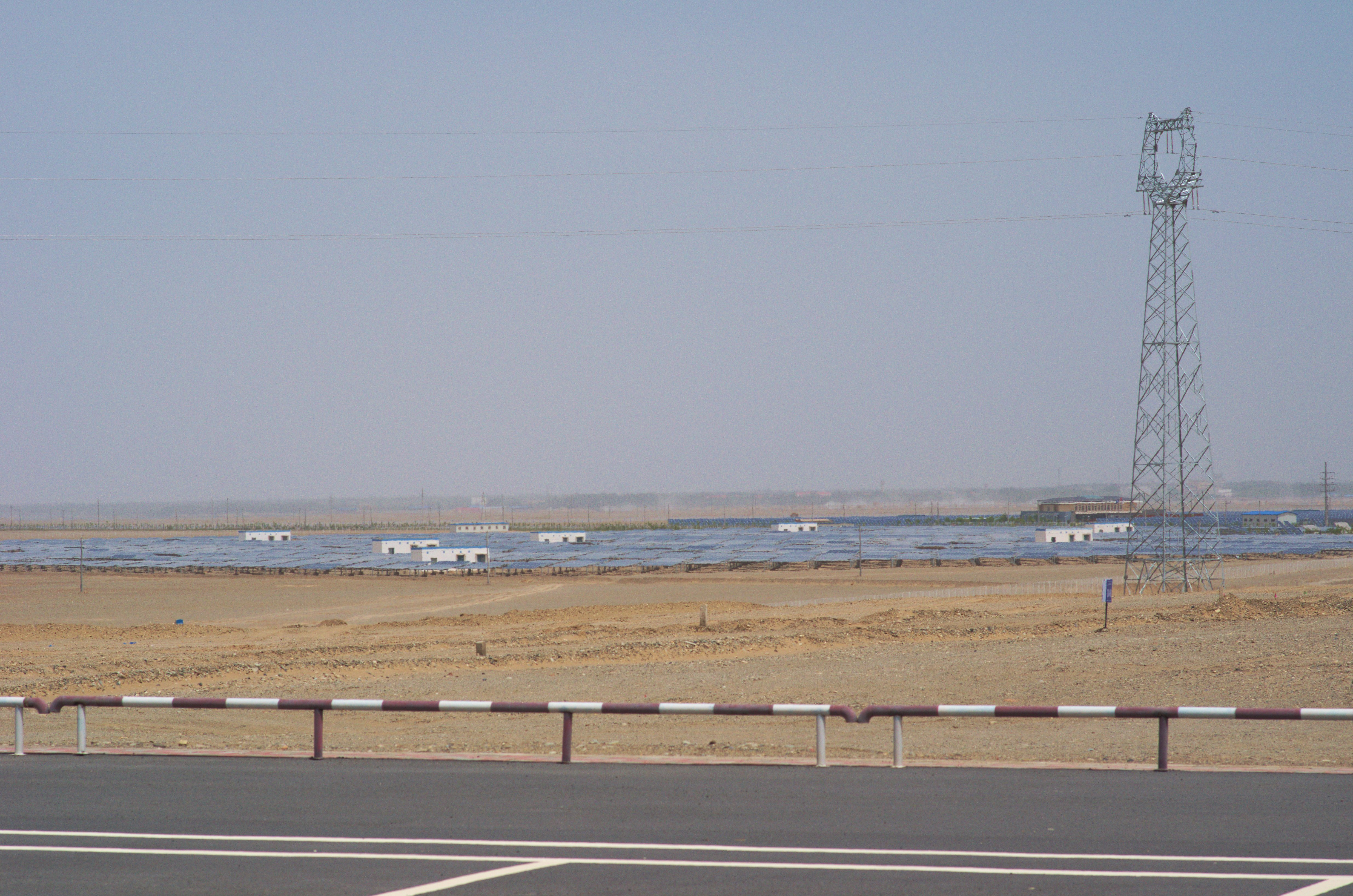
Une partie du parc solaire Gansu-Dunhuang.

L'Energy Institute estime la production solaire (solaire thermodynamique inclus) de 2024 à 839,3 TWh, en progression de 43,6 % par rapport à 2023, soit 39,7 % de la production mondiale d'électricité solaire, au 1er rang mondial devant les États-Unis (14,5 %) et l'Inde (6,5 %), et 8,3 % de la production chinoise d'électricité.
L'Agence internationale de l'énergie (AIE) estime la production chinoise d'électricité solaire photovoltaïque en 2022 à 427,4 TWh, soit 4,8 % de la production d'électricité du pays. L'AIE estime la pénétration théorique du photovoltaïque à 13,1 % en Chine au 31/12/2024, sur la base de la puissance installée (14 % dans l'Union européenne).
| Année | Production (GWh) | Accroissement | Part prod.élec. |
| 2008  | 152              |               | 0,004 %         |
| 2009  | 280              | +84 %         | 0,01 %          |
| 2010  | 700              | +151 %        | 0,02 %          |
| 2011  | 2 607            | +272 %        | 0,06 %          |
| 2012  | 6 353            | +144 %        | 0,13 %          |
| 2013  | 15 454           | +143 %        | 0,28 %          |
| 2014  | 23 503           | +52 %         | 0,40 %          |
| 2015  | 39 504           | +68 %         | 0,67 %          |
| 2016  | 66 504           | +68 %         | 1,1 %           |
| 2017  | 117 805          | +77 %         | 1,7 %           |
| 2018  | 176 906          | +50 %         | 2,5 %           |
| 2019  | 224 316          | +27 %         | 3,0 %           |
| 2020  | 260 552          | +16 %         | 3,3 %           |
| 2021  | 327 120          | +26 %         | 3,8 %           |
| 2022  | 427 449          | +31 %         | 4,8 %           |
| 2023  | 584 500          | +36,7 %       | 6,2 %           |
| 2024  | 839 300          | +43,6 %       | 8,3 %           |

La production d'électricité photovoltaïque s'est élevée en 2019 à 224 TWh, en progression de 26,3 % par rapport à 2018. Les centrales photovoltaïques ont produit 169,7 TWh, en progression de 22,7 %, avec un facteur de charge de 1260 heures ; la production distribuée (décentralisée) s'est élevée à 54,5 TWh, en progression de 39,4 %, avec un facteur de charge de 961 heures. La production perdue pour cause de manques locaux d'infrastructures de réseau a été réduite à 4,6 TWh, soit 2 %, ce qui prouve que ce problème est en voie de solution.
En 2015, la Chine est devenue le 1er producteur mondial d'électricité solaire avec 16,1 % du total mondial, dépassant l'Allemagne (15,8 %, ex numéro 1), le Japon (14,2 %) et les États-Unis (13,1 %).

### Puissance installée

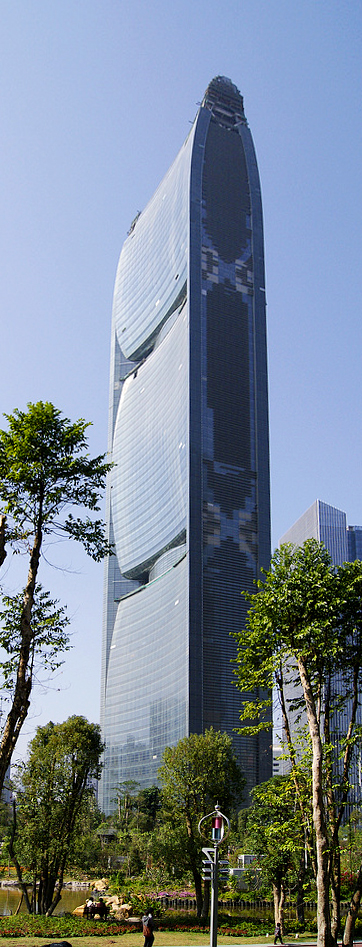
Tour de la Rivière des Perles, gratte-ciel à énergie positive à Guangzhou.

L'Agence internationale de l'énergie estime la puissance installée photovoltaïque en Chine à la fin de 2024 à environ 1 048,5 GWc, soit 46 % du total mondial (Europe : 17 %, Amériques : 14 %), grâce à un boom des installations : 309 GWc selon les rapports officiels, 357 GWc selon des estimations utilisant un facteur de conversion plus élevé entre courant continu et courant alternatif. La part de marché de la Chine atteint 59 % en 2024, contre 10,4 % dans l'Union européenne et 7,8 % aux États-Unis.
L'Administration nationale de l'Énergie (NEA) annonce que la Chine a installé en 2024 près de 277 GWc de nouvelles centrales solaires, contre 217 GWc en 2023, soit une hausse de 28 % ; le pays a ainsi construit davantage de capacités en solaire que le reste du monde cumulé. Sa puissance installée totale atteint 887 GWc en solaire, soit plus de 15 % de plus que l'objectif 2030 qu'avait fixé le président Xi Jinping en 2020.
En 2023, le marché chinois a continué à dominer le marché mondial : 235,5 GWc ont été installés en Chine (ou 277 GWc selon un autre mode de calcul), soit 58 % des 407 GWc installés dans le monde, loin devant l'Union européenne (13,7 %), les États-Unis (8,2 %), l'Inde (4,1 %) et le Brésil (2,9 %). La puissance installée de la Chine atteint 662 GWc, soit 41 % du total mondial, loin devant l'Union européenne (16,5 %), les États-Unis (10,4 %), l'Inde (5,9 %) et le Japon (5,6 %). L'accroissement de 125 % des installations en Chine s'explique principalement par une tentative d'absorber la production massive des fabricants chinois de composants photovoltaïques. Les stocks de modules atteignent 150 GWc fin 2023, résultant en une chute des pris de marché. au début de 2024, plusieurs fabricants chinois ont revendiqué des mesures d'urgence pour éviter l'effondrement de l'industrie entière.
En 2022, 106 GWc ont été installés en Chine, soit 44 % des 240 GWc installés dans le monde, loin devant l'Union européenne (16,1 %), les États-Unis (7,7 %), l'Inde (7,5 %) et le Brésil (4,1 %). La puissance installée de la Chine atteint 414,5 GWc, soit 35 % du total mondial, loin devant l'Union européenne (17,7 %), les États-Unis (11,9 %), le Japon (7,2 %), l'Inde (6,7 %) et l'Allemagne (5,7 %).
En 2021, 54,9 GWc ont été installés, malgré des pénuries dans la chaine de valeur. La Chine reste en tête des producteurs d'électricité photovoltaïque avec son parc de 308,5 GWc (+21,7 %), soit près du tiers de la puissance installée mondiale (32,7 %), loin devant les États-Unis (123 GWc), le Japon (78,2 GWc), l'Inde (60,4 GWc) et l'Allemagne (59,2 GWc). Le marché chinois reste largement en tête, loin devant les États-Unis (26,9 GWc), l'Union européenne (26,8 GWc), l'Inde (13 GWc) et le Japon (6,5 GWc).
La Chine a installé 48,2 GWc en 2020, soit 34,6 % du marché mondial de l'année, portant sa puissance installée à 253,4 GWc, au 1er rang mondial avec 33,4 % du total mondial. Le marché chinois est revenu au rythme d'installations qu'il avait connu en 2017, après deux années de ralentissement.
En 2019, la Chine a installé 30,11 GWc, soit 26 % du marché mondial de l'année, portant sa puissance installée à 204,7 GWc, au 1er rang mondial avec 32,6 % du total mondial. Le marché chinois s'est fortement contracté en 2019 pour la deuxième année consécutive : -32,2 % par rapport à 2018 (44,38 GWc), -16 % en 2018 par rapport aux 52,8 GWc de 2017. Il reste cependant en tête. Les installations de 2019 se répartissent en 17,9 GWc de centrales photovoltaïques et 12,2 GWc de capacités décentralisées, généralement installées en toitures.
En 2018, la Chine a installé 45 GWc, soit environ 45 % du marché mondial de l'année, portant sa puissance installée à 176,1 GWc, au 1er rang mondial avec 35 % du total mondial. Le marché chinois a connu une forte croissance : 15,2 GWc en 2015, 34,4 GWc en 2016 et 53 GWc en 2017 ; mais il a reculé de 15 % en 2018, le gouvernement chinois ayant décidé en mai 2018 de limiter le développement du photovoltaïque afin d'éviter une surchauffe du marché et une augmentation excessive des prix de détail de l'électricité.
Les tarifs d'obligation d'achat ont été abaissés même pour les centrales existantes (-6 % à -9 % selon la région). Au début de 2019, un nouveau mécanisme « parité réseau » sans subvention a été créé : les licences de raccordement sont accordées directement aux grandes centrales au sol capables de produire à un coût inférieur ou égal à celui des centrales à charbon, sans quota mais seulement dans les zones interconnectées où le plein usage de leur production est assuré. Selon Citygroup Research, la parité réseau par rapport au charbon serait atteinte en décembre 2018 dans 11 provinces administratives sur 31 ; la première licence de ce type a été accordée en décembre 2018 à une centrale de 500 MWc à Golmud, dans la province de Qinghai, sur le plateau tibétain, au prix de vente de 0,316 yuan/kWh alors que le prix local de marché des centrales à charbon est de 0,325 yuan/kWh.
En 2015, la Chine avait installé 15,15 GWc, soit plus de 30 % du marché de l'année, portant sa puissance installée à 43,53 GWc, au 1er rang mondial avec 15,7 % du total mondial, dépassant pour la première fois l'Allemagne (39,7 GWc).
Le NEA (Administration nationale de l'énergie) prévoit qu'au cours du 13e plan quinquennal le pays devrait tripler sa capacité, ajoutant 15 à 20 GWc par an pour amener la puissance installée à plus de 140 GWc en 2020.
En 2014, la Chine est restée largement en tête, avec 10,56 GWc installés au cours de l'année, soit 27 % du marché mondial, portant sa puissance cumulée à 28,2 GWc, s'approchant de celle du leader allemand (38,2 GW) ; les installations de 2013 ont atteint 10,95 GWc, chiffre revu à la baisse par rapport à l'estimation initiale de 12,92 GWc qui englobait des parcs solaires terminés mais pas encore connectés. L'objectif de 35 GWc en 2015 devrait être atteint et le nouvel objectif est de 100 GWc en 2020.
En 2013, la Chine s'est placée largement en tête du marché mondial, avec 11,8 GWc installés, dont 11,3 GWc connectés au réseau ; le 2e marché, celui du Japon, se situe loin derrière avec 6,9 GWc. La Chine s'est hissée au 2e rang mondial pour sa puissance installée : 18,3 GWc fin 2013, derrière l'Allemagne (35,5 GWc). Elle représente ainsi 13 % du total mondial.
Les installations ont connu une accélération à la fin de l'année 2013, motivée par une offre de tarification incitative pour les grands projets photovoltaïques ; les objectifs du plan quinquennal ont été relevés : celui concernant la puissance installée photovoltaïque 2015 a été porté à 35 GWc et celui de 2020 à 100 GWc.

### Politique de soutien au photovoltaïque

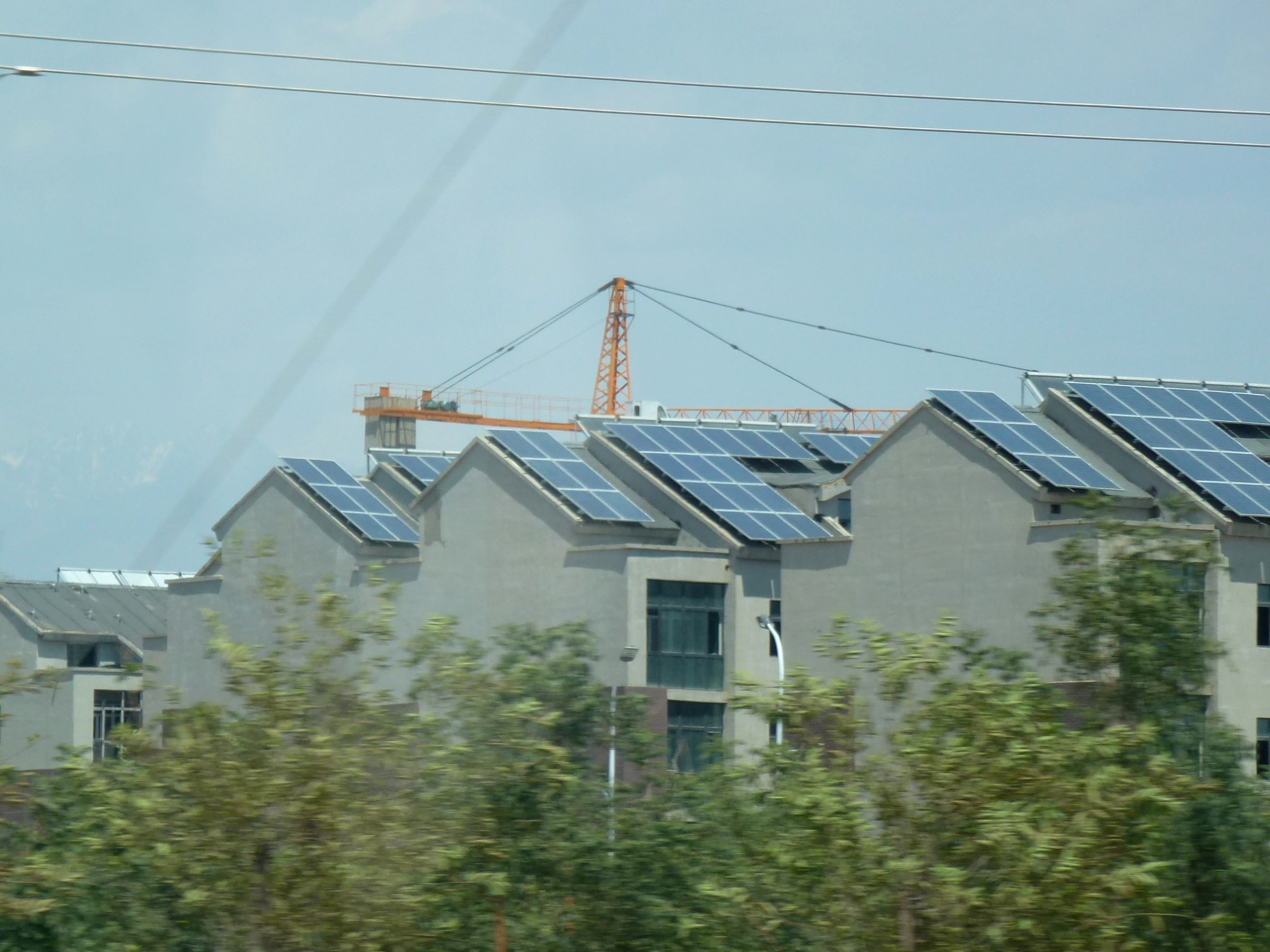
Maisons dont les toits sont tapissés de panneaux photovoltaïques dès leur construction à Tourfan dans la région autonome du Xinjiang.

Les aides publiques au solaire prenaient plusieurs formes en 2014 :
- programmes nationaux de soutien à la recherche fondamentale et appliquée ;
- projets nationaux de déploiement (centrales solaires et installations PV intégrées au bâtiment) et de développement du réseau électrique ; ces projets comportent notamment des aides financières aux entreprises : aides à l'investissement et tarifs fixes de rachat obligatoire par les distributeurs de l'électricité produite (feed-in tariff) ;
- aides des gouvernements locaux, de manière sélective, aux industriels positionnés dans le secteur PV[24].

Une réglementation adoptée en octobre 2012 oblige les sociétés exploitant le réseau électrique chinois à offrir un raccordement gratuit aux installations solaires d’une puissance inférieure à 5 MW ; cette règle fait partie d’une série de mesures visant à dynamiser le secteur de l’énergie solaire, accablée par surproduction et ralentissement des marchés exports ; le premier système solaire d’un particulier a été relié au réseau électrique à Qingdao fin 2012.
En décembre 2012, le gouvernement chinois a alloué 7 milliards de yuans supplémentaires à l’industrie photovoltaïque nationale. En plus du relèvement de 40 % des objectifs de capacité pour 2015, portés à 21 GW en septembre, ce soutien montre l’importance accordée au secteur par la nouvelle administration de Pékin. Cela porte les subventions à l’industrie accordés en 2012 à 13 milliards de yuans (environ 1,58 milliard d’euros), sans compter les prêts à taux préférentiels des banques d’état qui reposent sur des décisions naturellement politiques.
Le photovoltaïque pèse lourd dans les dépenses publiques avec une subvention de 0,42 CNY/kWh (5 c€/kWh) en 2013, encore élevée par rapport au prix de l'électricité en Chine.
Le gouvernement chinois ayant annoncé une modulation, à partir du 01/01/2014, des tarifs obligatoires d'achat (1 Ұ/kWh, soit 0,16 $/kWh pour les grands parcs solaires jusqu'ici) selon les régions, une explosion des demandes d'autorisation a été observée dans les régions dont les tarifs allaient baisser (Ouest et Nord) ; les tarifs d'achat pour les petites installations (0,42 Ұ/kWh) sont avantageux car ils sont accordés pour toute la production, y compris sa part autoconsommée qui n'est pas facturée, alors que les prix de l'électricité pour les ménages sont de 0,6 à 0,8 Ұ/kWh. De plus, certaines provinces accordent des subventions supplémentaires (Hebei, Jiangsu).
Les autorités chinoises ont annoncé le 1er juin 2018 une forte réduction des tarifs d'achat réglementés pour les nouvelles installations et la suspension des autorisations de mise en service jusqu'à la fin de l'année. En 2017, la Chine a mis en service 53 GWc, soit plus de la moitié du total mondial ; les opérateurs de réseaux peinent à raccorder toutes ces installations dont certaines ne sont pas forcément pertinentes : 70 % des plus grands projets solaires ou éoliens ont été installés en Chine septentrionale, où la demande électrique et les capacités d'exportation sont faibles. Cette croissance exponentielle est devenue extrêmement coûteuse ; financé par une taxe sur la consommation d'électricité, le fonds de développement du renouvelable voit son déficit se creuser rapidement : il aurait dépassé les 100 milliards de yuans (13 milliards d'euros) en 2017. La Chine a donc entrepris de couper dans ses subventions pour freiner les investissements, et a commencé à expérimenter un système d'enchères inversées : les autorisations de construction sont attribuées aux projets les moins coûteux. Cette décision pourrait avoir des conséquences rapides sur le marché mondial : selon le scénario le plus pessimiste d'une étude de Bloomberg New Energy Finance (BNEF), les mises en service de panneaux solaires pourraient baisser de 3 % dans le monde en 2018, à 95 GWc. Face à l'effondrement à venir de la demande, les fabricants de panneaux solaires chinois se retrouvent en surcapacités et les analystes anticipent désormais une baisse des prix d'un tiers des panneaux, qui les rendra plus compétitifs pour attaquer le marché américain.
La politique de réduction des subventions par l'introduction d'appels d'offres semblables à ceux de l'Europe a produit une forte baisse des mises en service : -16 % en 2018 et -32 % en 2019. Le gouvernement donne la priorité aux projets de « parité réseau » dont les coûts de production sont inférieurs à ceux des centrales au charbon. La National Energy
Administration (NEA) a lancé son premier appel d'offres en juillet 2019 pour 22,7 GWc répartis en 3921 projets ; les prix ont atteint 35,8 à 71,5 €/kWh avec une moyenne de 42,7 €/kWh. Auparavant, en mai 2019, la NEA avait approuvé une liste de 168 projets solaires sans subvention pour un total de 14,8 GWc, dont 4,9 GWc prévus pour être mis en service en 2019 et 8,9 GWc en 2020. La NEA a confirmé en mars 2020 une réduction de 50 % des subventions aux nouveaux projets.

### Problèmes d'intégration au réseau
Deux tiers des équipements PV actuels sont des installations de grande taille, comme les centrales solaires. Elles sont surtout situées dans les régions du nord-ouest où l'ensoleillement est le plus important, avec notamment les provinces du Qinghai comportant le parc solaire de Golmud de Huanghe Hydropower, premier parc photovoltaïque mondial, du Gansu, ainsi que la région autonome du Xinjiang. Or, la demande en énergie se situe davantage dans les régions de l'est, ce qui pose un problème d'acheminement de l'électricité. Pour y remédier, les autorités ont imposé à ces régions un quota de 60 % d'installations intégrées au bâtiment en 2014, et cet effort sera poursuivi. De plus, la construction de nouvelles centrales solaires devrait à l'avenir mieux intégrer la question du raccordement au réseau. En effet, selon Bloomberg, 30 % des installations mises en place en 2013 ne seraient pas encore raccordées. Le stockage de l'énergie solaire est également un autre défi que les chercheurs chinois devront relever.
Les trois principales centrales photovoltaïques en activité de la Région autonome du Tibet sont la Yangbajing (20 MW), à Lhassa, principale ville de la région, de Shigatse, 10 MW (bientôt 20 MW) la deuxième ville et Ngari (10 MW), troisième ville, permet également de répondre aux besoins en électricité de ces régions enclavées.
Selon la China Photovoltaic Industry Association (CPIA), après six années de croissance forte, la puissance additionnelle ne devrait pas augmenter en 2025, et pourrait même connaître une baisse de 8 à 22 %, soit une prévision comprise entre 215 et 255 GWc, à cause de l’insuffisance de la capacité du réseau électrique chinois à absorber les volumes croissants d’énergies renouvelables. Cette situation conduit les autorités du pays à investir prioritairement dans les infrastructures réseau et les capacités de stockage. Selon un rapport du NEA publié le 23 janvier 2025, la capacité de stockage du pays, hors pompage-turbinage hydraulique, mais comprenant le stockage d’énergie électrochimique, par air comprimé, par volant d'inertie, par supraconducteur, par supercondensateur et par hydrogène, a plus que doublé en une année (+ 132,8 %), passant de 31,39 GW/66,87 GWh enregistrés fin 2023 à 73,76 GW/168 GWh fin 2024.

### Principaux acteurs
La Chine est devenue le plus grand producteur de panneaux solaires photovoltaïques, représentant en 2010 près de 50 % de la fabrication mondiale et en 2015 près de 70 %. Ses six plus grands fabricants solaires valaient plus de 15 milliards $. En 2011, cinq des dix principaux fabricants mondiaux de cellules photovoltaïques étaient chinois et deux sont taïwanais ; de plus, Canadiansolar (no 7), dont le siège est à Toronto, est dirigée par un chinois et a son centre de recherche et ses unités de production en Chine. Dans le classement mondial 2019 des dix plus grands producteurs de cellules photovoltaïques, sept sont chinois et un sino-canadien : le no 1 mondial, Jinko Solar, JA Solar, Trina Solar, LONGi Solar, Canadian Solar, Risen Energy, GCL, Shunfeng (Suntech Power). En 2020, la part de la Chine dans la production de cellules photovoltaïques atteint 77,7 % ; sa production de cellules s'est élevée à 135 GW, en progression de 22 % ; sa capacité de production de cellules atteint 200 GW/an à la fin de 2020. Sa part dans la production de modules photovoltaïques atteint 69,8 %, sa production de modules 124,6 GW et sa capacité de production de modules 244 GW/an. Les cinq principaux producteurs de cellules sont tous chinois : Tongwei Solar, LONGi Green Energy Technology, Shanghai Aiko Solar Energy, JA Solar Technology et Jinko Solar ; de même pour les fabricants de modules : LONGi, Jinko, Trina Solar, JA Solar et Canadian Solar (sino-canadien),.

### Concurrence internationale
Le département américain au Commerce annonce en mars 2012 des taxes anti-dumping sur l'importation de panneaux solaires chinois pouvant aller jusqu’à 250 %, qui entrent en application en novembre, avec effet rétroactif. Ces taxes se décomposent en deux parties, l’une liée au dumping dont les Américains accusent les Chinois, l’autre ayant pour objet de compenser les aides dont bénéficient les fabricants chinois de la part de leur gouvernement, aides jugées abusives par les industriels américains, qui accusaient la Chine de vendre aux États-Unis des cellules solaires à un prix de 18 à 250 % inférieur au prix juste. Les Chinois Suntech Power, Trina Solar, Yingli, JA Solar ou Haeron Solar, les plus gros fabricants au monde et les plus présents sur les marchés occidentaux, sont soumis à des taxes dont le cumul ne dépasse pas 50 % ; les taxes à 250 % frappent des sociétés qui ne sont pas encore présentes aux États-Unis. La Chine réplique en ouvrant en septembre 2012 une enquête pour déterminer si les prix du silicium pratiqués par les Américains étaient bien conformes aux règles internationales du commerce.
En Europe, deux plaintes sont déposées en septembre et octobre 2012 auprès de la Commission européenne, la première pour dumping, la seconde pour « subventions illégales », par l'association EU ProSun, emmenée par l'allemand SolarWorld. Cette plainte est contestée par l'AFASE (Alliance for affordable solar energy), dont les dirigeants sont des représentants locaux des grands fabricants chinois. La Commission européenne confirme le 8/11/2012 qu'elle ouvrait une enquête antidumping sur les importations de panneaux solaires fabriqués en Chine et une enquête antisubvention.
Un accord est conclu en juillet 2013 entre la Commission européenne et la Chine sur un prix minimum de vente de 0,56 €/W pour les panneaux et un volume maximum d'exportation de Chine vers l'Europe de 7 GW par an ; cette limite représente 60 % du marché européen, alors que la Chine avait en 2012 une part de marché de 80 %.
Quelques mois plus tard, l’UE complète cet accord « amiable » en imposant des mesures antidumping et anti-subventions aux entreprises chinoises n’appliquant pas l’accord. Ainsi, en 2015, différentes entreprises chinoises sont soumises à ces mesures antidumping, parmi lesquelles des leaders mondiaux tels que Canadian Solar ou ReneSola. La Commission européenne leur reproche de contourner l’accord grâce à un système de sous-traitance et de transit des cellules et modules par des pays tiers tels que Taïwan ou la Malaisie. Par ailleurs, l’entreprise Trina Solar s’est elle-même exclue de l’accord pour marquer son désaccord avec la politique de l’Union européenne. Ces mesures sont soutenues par les producteurs de cellules et modules européens, en particulier SolarWorld (Allemagne), mais elles sont critiquées par les développeurs de projets selon qui la levée de ces mesures permettrait de diminuer de 10 % le coût des projets photovoltaïques.
En janvier 2018, Donald Trump signe l'instauration de nouvelles taxes douanières sur les panneaux solaires, au taux de 30 % de la valeur des produits la première année (avec une exemption sur les 2,5 premiers gigawatts) ; ils descendront ensuite jusqu'à 15 % la quatrième année. Selon Washington, la Chine produit 60 % des cellules photovoltaïques et 71 % des panneaux solaires dans le monde.
Le 3 septembre 2018, les taxes antidumping européennes sur les panneaux solaires chinois sont supprimées.

### Principales centrales photovoltaïques
- (en) Cet article est partiellement ou en totalité issu de l’article de Wikipédia en anglais intitulé « List of photovoltaic power stations » (voir la liste des auteurs).

| Puiss. (MWc) | Nom                     | Localité                             | Province | Surface | Mise en service    | Exploitant/Propriétaire                                           |
| 480          | Longyangxia Solar-hydro | Longyangxia, Xian de Gonghe          | Qinghai  | 916 ha  | décembre 2013-2015 | filiale de China Power Investment Corporation                     |
| 200          | Parc solaire de Golmud  | Golmud                               | Qinghai  | 564 ha  | octobre 2011       | Huanghe Hydropower, filiale de China Power Investment Corporation |
| 200          | Gonghe industrial park  | Xian de Gonghe, Préfecture de Hainan | Qinghai  | 600 ha  | 2013               | CPI Huanghe Company                                               |
| 100          | Xitieshan (en)          | Xitieshan, Préfecture de Haixi       | Qinghai  |         | septembre 2011     | CGN Solar Energy                                                  |
| 100          | Chengde                 | Chengde                              | Hebei    |         | décembre 2013      | CPI Hebei Company                                                 |
| 100          | Jiayuguan (en)          | Jiayuguan                            | Gansu    | 260 ha  | juin 2013          | Goldpoly New Energy (Hong Kong)                                   |
| 100          | Ningxia Qingyang        | Qingyang, Zhongwei                   | Ningxia  |         | décembre 2013      | GCL-Poly Energy Holdings (Hong Kong)                              |
| 100          | Gonghe County           | Xian de Gonghe, Préfecture de Hainan | Qinghai  |         | 2013               |                                                                   |
| 100          | Xiangshui               | Xiangshui                            | Jiangsu  | 200 ha  | septembre 2014     | Jinko Solar                                                       |

## Énergie solaire thermodynamique
En comparaison des autres pays producteurs d'énergie solaire thermodynamique, la Chine présente des particularités très marquées :
- des températures de −30 °C peuvent être atteintes en hiver dans les régions à fort potentiel, rendant difficile le maintien à l'état liquide des fluides caloporteurs pendant la nuit ;
- de longues périodes de pénurie d'eau sont observées dans le nord-ouest ;
- des tempêtes de sable surviennent fréquemment dans les déserts de l'ouest ;
- l'irradiation solaire est affectée par des formations nuageuses massives et sombres dans de larges parties de la Chine ;
- la production nationale à grande échelle de cellules et panneaux photovoltaïques assure de bas coûts d'investissement, rendant le solaire thermodynamique peu compétitif ;
- des difficultés majeures persistent pour transporter la production électrique de l'ouest vers les centres de consommation de l'est, sur 2 000 à 4 000 km, avec de fortes pertes en ligne ; des investissements massifs en lignes à très haute tension à courant continu (HVDC) sont nécessaires ;
- les fournisseurs nationaux de composants manquent encore d'expérience du solaire thermodynamique.

### Production d'électricité
En 2022, les centrales solaires thermodynamiques chinoises ont produit 2 069 Gwh d'électricité, soit 0,023 % de la production d'électricité du pays et 15,2 % du total mondial, au 3e rang mondial derrière l'Espagne (33,3 %) et les États-Unis (23,9 %).
| Année | Production (GWh) | Accroissement | Part prod.élec. |
| 2010  | 2                |               | ε               |
| 2011  | 6                | +200 %        | ε               |
| 2012  | 9                | +50 %         | ε               |
| 2013  | 26               | +190 %        | ε               |
| 2014  | 35               | +35 %         | ε               |
| 2015  | 29               | -17 %         | ε               |
| 2016  | 42               | +45 %         | ε               |
| 2017  | 67               | +60 %         | ε               |
| 2018  | 425              | +534 %        | 0,005 %         |
| 2019  | 1 159            | +173 %        | 0,02 %          |
| 2020  | 1 749            | +51 %         | 0,02 %          |
| 2021  | 2 004            | +15 %         | 0,02 %          |
| 2022  | 2 069            | +3 %          | 0,02 %          |

### Puissance installée
Selon l'IRENA, la puissance installée des centrales solaires thermodynamiques chinoises atteint 570 MW en 2024, soit 8,3 % du total mondial, au 4e rang mondial derrière l'Espagne (33,5 %), les États-Unis (21,5 %) et les Émirats arabes unis (8,7 %).

### Principales centrales solaires thermodynamiques
En 2021 a été mise en service la centrale Hami Tower CSP (50 MW) dont la construction a commencé en octobre 2017. En début d’année, la Chine a annoncé que dans le cadre de son programme pilote qui visait 1,3 GW de capacité CSP installés d’ici 2020, seuls 500 MW de projets avaient respecté l'échéance. Le pays prévoit de démarrer la construction de 11 nouveaux projets avec systèmes de stockage d’ici 2024 pour une puissance de 100 MW chacun, dont 8 centrales à tour, 2 de type Fresnel et une centrale à tour à réflecteur secondaire (avec récepteur thermique situé au sol).
Le 8 janvier 2020, la centrale de CNNC Royal Tech Urat (100 MW), la plus grande centrale de type cylindro-parabolique du pays, a été mise en service, avec un système de stockage à sel fondu de 10 heures. Le projet de Luneng Haixi, une centrale à tour de 50 MW, mis en service en septembre 2019, est le seul ne faisant pas partie de la liste des 20 projets annoncés par le CNEA en 2016. La Chine possède désormais 8 centrales CSP en fonctionnement pour une puissance cumulée de 500 MW.
La Chine a mis en service en 2016 la centrale de SunCan Dunhuang Phase I (10 MW), dotée d'un stockage à sels fondus de 15 heures, lui permettant de fonctionner 24 heures sur 24 ; la deuxième phase du projet, une centrale à tour de 100 MW, est en construction. Elle fait partie des 20 projets pilotes, totalisant 1 400 MW, sélectionnés par l'Administration nationale de l'énergie (NEA) ; ces centrales seront installées dans les provinces bénéficiant des plus hauts niveaux d'irradiation solaire : le Qinghai, le Gansu, le Hebei, la Mongolie intérieure et le Xinjiang ; ils comprennent 9 centrales à tour, 7 centrales cylindro-paraboliques et 4 centrales Fresnel linéaires. En 2017, la Chine est le pays le plus actif au monde avec neuf projets (Qinghai Supcon Delingha 50 MW, Dunhuang 100 MW, Hami 50 MW, Gansu Akesai 50 MW, Chabei Molten Salt Parabolic Trough 64 MW, Yumen Town East 50 MW, Gansu Yumen East town 50 MW, Urat Middle Banner 100 MW, Yumen Thermal Oil Parabolic 50 MW). En 2018, trois projets ont été mis en service : la centrale à miroirs cylindro-paraboliques CGN Delingha (50 MW, stockage de 9 heures) et les deux centrales à tour solaire de Shouhang Dunhuang (100 MW, stockage de 11 heures) et de Supcon Delingha (50 MW, stockage de 6 heures).
| Puissance nominale (MW) | Nom                                 | Localisation                             | Mise en service en | Technologie                 | Notes                                   |
| ----------------------- | ----------------------------------- | ---------------------------------------- | ------------------ | --------------------------- | --------------------------------------- |
| 1                       | Dahan (Yanqing Solar Power Station) | Pékin                                    | 2012               | Tour solaire                | Académie des sciences                   |
| 10                      | Dunhuang I                          | Dunhuang, Gansu                          | 2016               | Tour solaire                | construite par Suncan, stockage : 15 h, |
| 50                      | Delingha                            | Delingha, Qinghai                        | 2018               | Miroir cylindro-parabolique | stockage : 9 h                          |
| 100                     | SunCan Dunhuang Phase II            | Dunhuang, Gansu                          | 2018               | Tour solaire                | stockage : 11 heures                    |
| 50                      | Delingha Supcon                     | Delingha, Qinghai                        | 2018               | Tour solaire                | stockage de 6 heures,                   |
| 15                      | Huaqiang TeraSolar                  | Zhangbei Zhangjiakou, Hebei              | 2018               | Lentille de Fresnel         | stockage de 14 heures                   |
| 50                      | LuNeng Haixi                        | Golmud Haixi, Qinghai                    | septembre 2019     | Tour solaire                | [ 63 ]                                  |
| 100                     | Urat                                | Urat Middle Banner (Mongolie-Intérieure) | 2020               | miroir cylindro-parabolique | stockage : 10 heures                    |
| 50                      | Hami                                | Hami (Xinjiang)                          | 2021               | Tour solaire                | [ 65 ]                                  |

| Puissance nominale (MW) | Nom                            | Localisation        | Mise en service attendue en | Technologie                      | Notes |
| ----------------------- | ------------------------------ | ------------------- | --------------------------- | -------------------------------- | --- |
| 200                     | Golmud                         | Golmud, Qinghai     | 2018                        | Tour solaire                     | stockage : 15 heures                                                                                         |
| 92,5                    | Ningxia ISCC                   | Yinchuan, Ningxia   | 2014?                       | centrale solaire à cycle combiné | les miroirs cylindro-paraboliques sont associés à des turbines à gaz pour augmenter l'efficacité énergétique |
| 71                      | Heliofocus China Orion Project | Mongolie-Intérieure | 2013-2015                   | Héliostat                        | en 3 étapes : 1 MW en 2013, 10 MW fin 2014 et 60 MW en 2015, pour « booster » une centrale au charbon        |
| 64                      | Chabei                         | Chabei (Hebei)      | ?                           | miroir cylindro-parabolique      | stockage : 16 heures                                                                                         |
| 50                      | Gansu Akesai                   | Akesai, Gansu       | ?                           | Miroir cylindro-parabolique      | [ 70 ] |
| 50                      | Yumen Tower                    | Yumen, Gansu        | 2018                        | Tour solaire                     | stockage : 9 heures                                                                                          |
| 50                      | Yumen Rayspower                | Yumen, Gansu        | ?                           | Miroir cylindro-parabolique      | stockage : 7 heures                                                                                          |
| 50                      | Erdos                          | Hanggin Banner      | 2013                        | Miroir cylindro-parabolique      | [ 73 ] |
| 27,5                    | Jinshawan                      | Mongolie-Intérieure | 2013                        | Tour solaire (cheminée)          | Première phase opérationnelle à 200 kW fin 2010, phase finale en 2013                                        |

La Chine dispose de plusieurs projets pilotes tels que :
- la centrale-tour de 1 MWe de Dahan située à Badaling, Xian de Yanqing dans la municipalité de Pékin (Tour de 42 m de haut avec 100*100 m2 d'héliostats, propriété de l'IEECAS (Institute of Electrical Engineering, Chinese Academy of Science) ;
- la centrale « e-Cube 1 » de 1 MW à Sanya, Hainan, première centrale solaire thermique à héliostat modulaire dans le monde[75] ;
- une centrale cylindro-parabolique de 180 kW dans le Xinjiang.

De nombreux autres projets testant les différentes technologies sont menées par divers laboratoires de recherche universitaires.
La Tour solaire (cheminée) de Jinshawan, en Mongolie-Intérieure, devait être construite en deux phases :
- la première phase opérationnelle à 200 kW fin 2010,
- phase finale (27,5 MW) en 2013[74] ;

mais la tour de la première phase est trop courte et son collecteur trop petit pour un fonctionnement correct ; du verre serti dans des cadres de métal a été employé pour le collecteur, et de nombreuses plaque de verre ont été fendues ou brisées par la chaleur.
La NDRC (National Development and Reform Commission) a fixé comme objectifs de puissance installée en centrales solaires thermodynamiques 1 GW pour 2015 et 3 GW pour 2020. En 2010 et 2011, cinq centrales d'une puissance installée totale de 343 MW ont reçu l'approbation du gouvernement. Le premier appel d'offres pour un de ces projets a débuté fin 2010 pour une centrale cylindro-parabolique de 50 MW à Erdos en Mongolie-Intérieure.
| Puissance nominale (MW) | Nom              | Localisation                            | Technologie                 | Notes                                                                            |
| ----------------------- | ---------------- | --------------------------------------- | --------------------------- | -------------------------------------------------------------------------------- |
| 135                     | Delingha         | Delingha, Qinghai                       | Tour solaire                | en développement par Brightsource pour mise en service en 2017, stockage : 3,7 h |
| 100                     | Golden Tower     | Jinta, Gansu                            | Tour solaire                | en développement par China Three Gorges, stockage : 8 h                          |
| 100                     | Yumen 100 Tower  | Yumen, Gansu                            | Tour solaire                | en développement par Suncan, stockage : 10 h                                     |
| 100                     | Gulang           | Wuwei, Gansu                            | Miroir cylindro-parabolique | en développement, stockage : 7 h                                                 |
| 50                      | Dacheng Dunhuang | Dunhuang, Gansu                         | Lentille de Fresnel         | stockage : 13 h                                                                  |
| 50                      | Qinghai Gonghe   | Gonghe, Qinghai                         | Tour solaire                | stockage : 6 h                                                                   |
| 50                      | Shangyi          | Shangyi, Hebei                          | Tour solaire                | stockage : 4 h                                                                   |
| 50                      | Urat             | Urat Middle Banner, Mongolie-Intérieure | Lentille de Fresnel         | stockage : 6 h                                                                   |
| 50                      | Yumen East Town  | Yumen, Gansu                            | Miroir cylindro-parabolique | en développement, stockage : 7 h                                                 |
| 50                      | Zhangbei         | Zhangbei, Hebei                         | Lentille de Fresnel         | stockage : 14 h                                                                  |
| 50                      | Zhangjiakou      | Zhangbei, Hebei                         | Lentille de Fresnel         | stockage : 14 h                                                                  |

### Politique de soutien au solaire thermodynamique
Le soutien des pouvoirs publics a consisté d'abord à financer les projets des centres de recherche universitaires ; dans une deuxième étape, à partir de 2010, des appels d'offres ont été organisés pour choisir des projets qui bénéficieront de tarifs d'achat garantis sur 25 ans. Le premier appel d'offres pour un de ces projets a débuté fin 2010 pour une centrale cylindro-parabolique de 50 MW à Erdos en Mongolie-Intérieure : Datang, une entreprise d'état dédiée surtout à la production d'électricité, a emporté l'appel d'offres avec la proposition de prix la plus basse : 0,94 RMB/kWh (110 € /MWh) pour une période de fonctionnement de 25 ans.

### Principaux acteurs
La recherche est surtout organisée par l'IEECAS (Institute of Electrical Engineering, Chinese Academy of Science), qui a développé des projets avec diverses compagnies et universités.
Les développeurs des premiers projets de centrales sont tous, sauf un, de grandes compagnies de production d'électricité appartenant à l'État :
- China Datang Corporation pour Erdos ;
- China Huadian Corporation pour Jinta (Gansu) ;
- China Power Investment Corporation pour Golmud ;
- China General Nuclear Power Corporation pour Delingha ;
- Hanas New Energy Group (privé) pour Ningxia ISCC.